# ラスベガス (ニューメキシコ州)

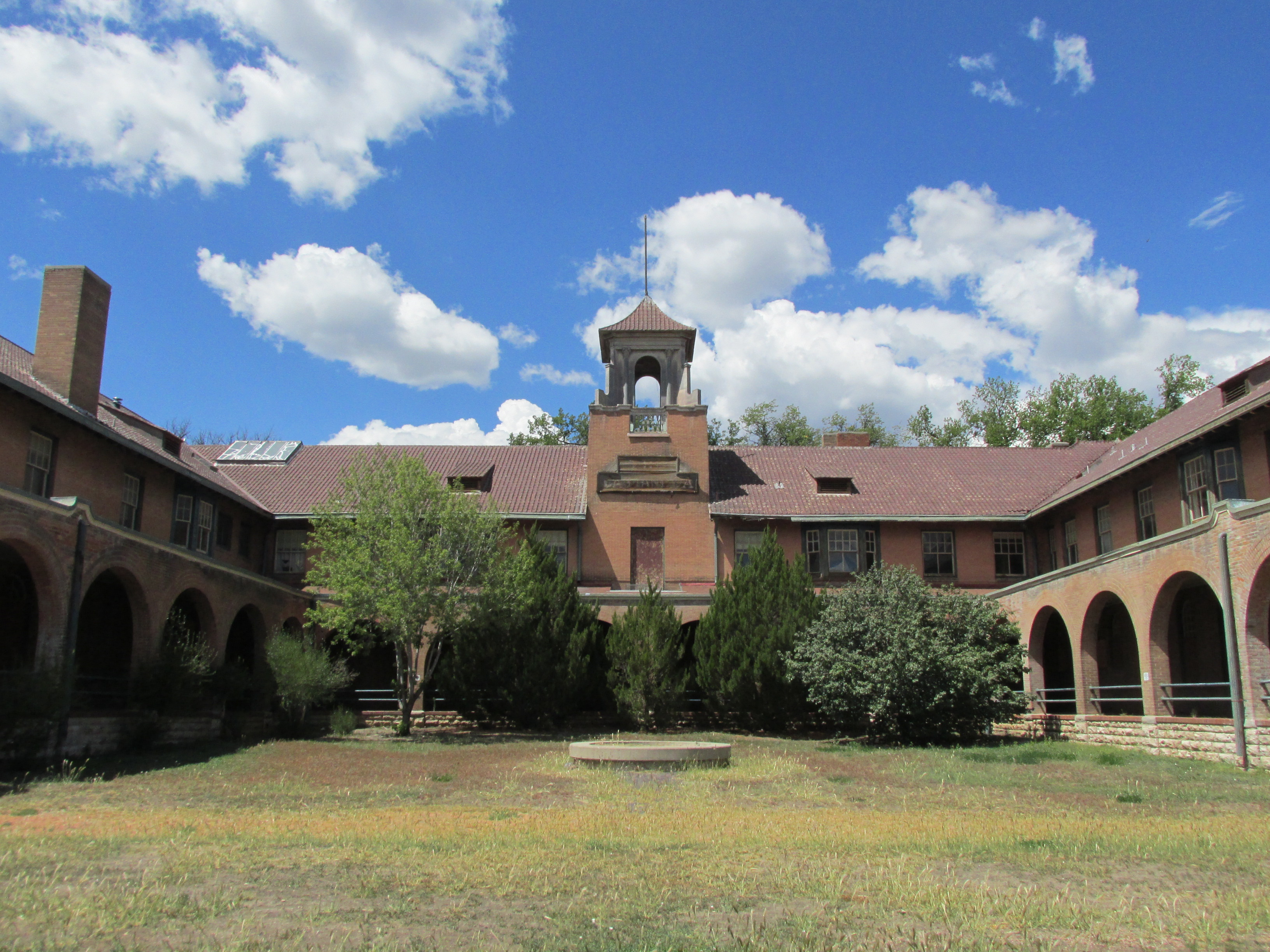
アムトラックのラスベガス駅に隣接して残るハーヴィ・ハウスの建物

ラスベガス（Las Vegas）は、アメリカ合衆国ニューメキシコ州の都市。サンミゲル郡の郡庁所在地である。人口は1万3166人（2020年）。ガリナス川によって西ラスベガス（「オールドタウン」）と東ラスベガス（「ニュータウン」）に別れ、それぞれまったく異なる性格や別々の学区となっている。
ラスベガスにはニューメキシコハイランド大学が立地している。近隣のモンテズマ（Montezuma）にあるUWC-USAでは国際バカロレア資格の教師養成プログラムが開催される。

## 地理

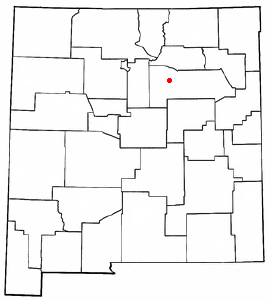
州内の位置

ラスベガスは州都サンタフェの東100キロメートルに位置している。座標は北緯35度35分49秒 西経105度13分21秒 / 北緯35.59694度 西経105.22250度である。
アメリカ合衆国国勢調査局によると、面積は19.5km²（7.5平方マイル）である。

## 人口統計
2000年の国勢調査によると、人口は14,565人、5,588世帯、3,559家族がラスベガスに住んでいる。人口密度は1平方キロメートルあたり748.8人（1平方マイルあたり1,938.2人）。住宅は6,366戸で密度は327.3戸/km² (847.1戸/mi²)。人種構成は白人が54.21%、アフリカ系アメリカ人が0.99%、ネイティブ・アメリカンが1.96%、アジア系が0.61%、太平洋諸島系が0.10%、その他の人種が37.19%である。ヒスパニックやラティノは人口の82.94%を占めている。
5,588件の世帯があり、そのうち33.0%は18歳未満の子供を持ち、36.0%は結婚相手が同居、21.2%が独身女性の世帯主、36.3%が家族を持たない。全世帯の30.4%は1人構成で、9.7%は65歳以上の一人暮らしである。平均世帯人数は2.48人で、平均家族人数は3.08人である。
年齢構成は18歳未満が26.4%、18～24歳が13.3%、25歳～44歳が26.2%、45歳～64歳が21.2%、65歳以上が12.8%である。中央値は34歳。男女比は女性100人に対して男性が90.4人、18歳未満は女性100人に対して男性は86.2人である。
世帯収入の中央値は24,214ドル、家族に対しての収入の中央値は29,797ドルである。男性の収入中央値は26,319ドル、女性の収入中央値は21,731ドル。2000年の国勢調査による一人当たりの収入は、全国21,587ドルに対してラスベガスは12,619ドルである。家族の24.3%、人口の27.8%が貧困線以下であり、そのうち18歳未満は35.7%、65歳以上は20.1%である。

## 交通
ロサンゼルスとシカゴをアルバカーキ・カンザスシティ経由で結ぶアムトラックのサウスウェスト・チーフ号がラスベガス駅に毎日一往復停車する。駅にはかつてホテルとして営業していたハーヴィ・ハウスの建物が隣接して残っている。

## その他
ネバダ州のラスベガスに倣ってか、農地を利用して「牛糞カジノ」が開催される事で、名が知られるようになった。
かつて日本テレビ系列で放送された視聴者参加型クイズ番組『アメリカ横断ウルトラクイズ』第14回大会（1990年（平成2年））の優勝賞品にも、この牛糞カジノのオーナー権が贈られている。尚、ニューメキシコ州では賭博が禁止されているため、収益は州に全額寄付する事が義務付けられている。